# Stictochironomus festivus
Stictochironomus festivus är en tvåvingeart som beskrevs av Jean-Jacques Kieffer 1921. Stictochironomus festivus ingår i släktet Stictochironomus och familjen fjädermyggor. Inga underarter finns listade i Catalogue of Life.